# Kamenice (dopływ Łaby)
Kamenice (niem. Kamnitz) – rzeka w Czechach.
Rzeka górska, o długości 35,6 km, w północno-zachodnich Czechach, na Wyżynie Dieczyńskiej czes. Děčínská vrchovina, należąca do zlewiska Morza Północnego, prawostronny dopływ Łaby.
Strefa źródliskowa rzeki położona jest na wysokości około 595 m n.p.m., na południowy wschód od góry Jedlovej, u południowo-zachodniego podnóża góry Stožec w Górach Łużyckich, między miejscowością Jedlová a stacją kolejową Nová Huť. W strefie źródliskowej położone są źródła kilku małych potoczków, które spływają do Granicznego Stawu (czes. Hraniční rybník). Tam łączą się i ze stawu, jako mały potok, wypływa już na południowy zachód Kamenice. Płynie ona w kierunku miejscowości Kytlice, gdzie ma ujście jej lewy dopływ, Červený luh. Po opuszczeniu miejscowości Kytlice płynie dość głęboką doliną w kierunku południowo-zachodnim przez Hillův Mlýn, gdzie ujście ma Bělá (prawy dopływ) oraz Mlýny, gdzie wpada Černý potok (lewy dopływ). W okolicy Pustego zamku skręca na południe i po prawej stronie opływa półkoliście ruiny starego zamku. Opuszczając zamek skręca na południowy zachód i płynie przez miejscowość Česká Kamenice. Po opuszczeniu granic tej miejscowości rzeka meandrując płynie licznymi zakolami wśród skał w kierunku zachodnim. W okolicy miejscowości Janská, przy ujściu swego lewego dopływu o nazwie Olešnička, rzeka skręca na północ w kierunku miejscowości Srbská Kamenice. Na północnych obrzeżach miejscowości łączy się z prawym dopływem o nazwie Chřibská Kamenice i wpływa na obszar Parku Narodowego Czeska Szwajcaria (czes. Národní Park České Švýcarsko). Płynie w kierunku północnym głębokim, wąskim kanionem o nazwie Ferdinandova soutěska, w okolicy osady Dolský mlýn skręca na północny zachód i płynie wśród skał kanionem zwanym Ve Striži. Po minięciu go skręca na zachód i przepływa przez kolejne wąskie, głębokie kaniony: Divoká soutěska, Edmundova soutěska i (Ticha soutěska). Wypływając z tych wąwozów przepływa przez Hřensko, gdzie na wysokości 115 m n.p.m. wpada do Łaby. Zasadniczy kierunek biegu rzeki jest zachodni.
Kamenice jest rzeką górską. Odwadnia środkowo-wschodnią część Wyżyny Dieczyńskiej (czes. Děčínská vrchovina), a w dolnym biegu – południową-zachodnią część Gór Łużyckich.

## Ważniejsze dopływy
- Prawe:Bělá, Luční potok, Lisecký potok, Chřibská Kamenice, Dlouhá Bělá.
- Lewe:Červený luh, Černý potok, Olešnička

## Miejscowości położone nad rzeką
- Kytlice, Hillův Mlýn, Mlýny, Česká Kamenice, Srbská Kamenice, Hřensko.